# Богос, Дмитрий Дмитриевич

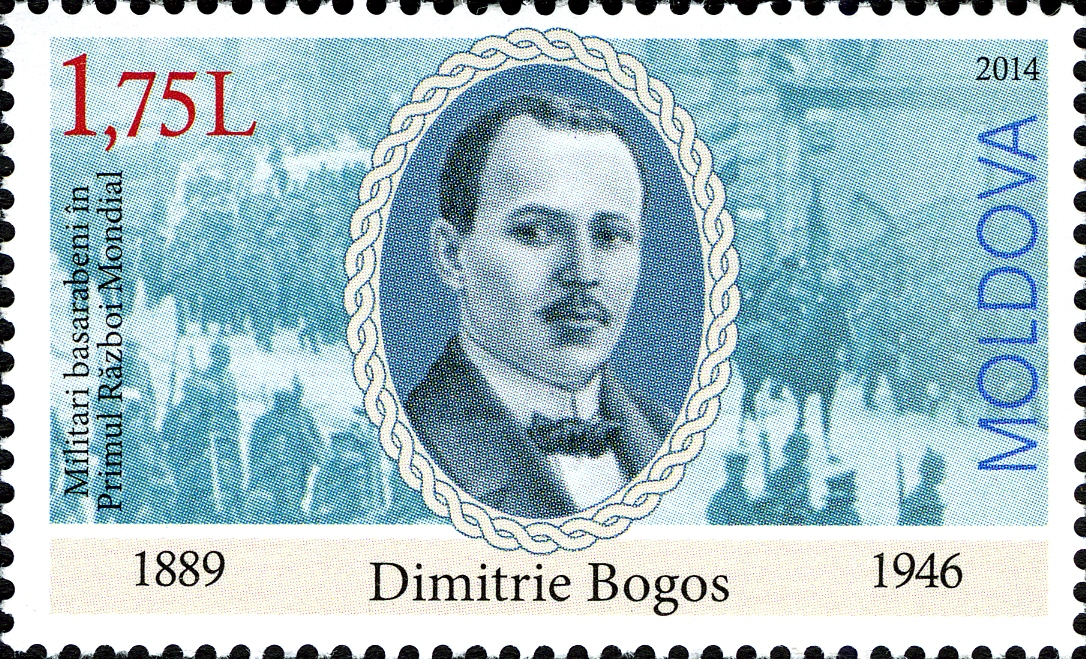
Почтовая марка Молдовы, 2014 год

Дми́трий Дми́триевич Бо́гос (рум. Dimitrie Bogos; 1 [14] июня 1889, Грозешты, Кишинёвский уезд, Бессарабская губерния — 14 мая 1946, Бухарест) — молдавский и румынский политический деятель, министр Бессарабии (1922) в правительстве Таке Ионеску, примар Кишинёва (1932—1933).

## Биография
Дмитрий Богос родился 14 июня (1 июня по старому стилю) 1889 года в бессарабском селе Грозешты (ныне Ниспоренский район Республики Молдова), в семье священника Дмитрия Васильевича Богоса.
Учился в Кишинёвской духовной семинарии, но курс не окончил.
Поступил на юридический факультет Варшавского университета, который окончил в 1914 году. Участвовал в Первой мировой войне.
С учётом военного опыта, накопленного в царской армии, 21 ноября 1917 года на первом заседании Сфатул Цэрий был назначен начальником штаба формировавшихся молдавских вооруженных сил.
После объединения Бессарабии с Румынией был назначен префектом уезда Лэпушна (1918—1920).
С 5 по 19 января 1922 года занимал должность министра Бессарабии в правительстве Таке Ионеску.
В 1924 году в Кишинёве напечатал монографию «La răspântie. Moldova de la Nistru în anii 1917—1918», посвящённую истории Бессарабии.
В 1931-1933 году занимал должность примара Кишинёва. Трижды избирался в Парламент Румынии от Национальной крестьянской партии.
Печатал статьи в различных бессарабских журналах, в том числе в «Viaţa Basarabiei» под редакцией Николая Костенко.
После аннексии Бессарабии Советским Союзом в 1940 году бежал в Бухарест.
Скончался 14 мая 1946 года, похоронен на кладбище Генча в Бухаресте. Позже перезахоронен в семейном склепе на кладбище монастыря Cernica (коммуна Церника, жудец Илфов).